# Giorgio La Pira
Giorgio La Pira (Pozzallo, 9 gennaio 1904 – Firenze, 5 novembre 1977) è stato un politico e giurista italiano.
È stato un apprezzato docente di diritto romano, fra i più attivi legislatori all'Assemblea Costituente per la Democrazia Cristiana, tra i principali artefici della Carta Costituzionale, per tre volte sindaco di Firenze (1951-1957 e 1961-1965) e più volte deputato. Cattolico fervente (durante il suo mandato da primo cittadino è stato soprannominato il «sindaco santo»), rappresentante di spicco del cristianesimo sociale, nel suo operato ha promosso il dialogo politico, la pace tra i popoli, l'ecumenismo, la carità e il rispetto della dignità umana. Già Servo di Dio, è stato dichiarato Venerabile il 5 luglio 2018 da papa Francesco.

## Biografia
Nacque il 9 gennaio 1904 in una modesta casupola in via Giulia nº 10 a Pozzallo, allora provincia di Siracusa, oggi libero consorzio comunale di Ragusa, in Sicilia, secondogenito di Gaetano, amministratore dei beni del marchese Corrado Tedeschi, e di Angela Occhipinti, sarta. Venne battezzato qualche giorno dopo nella chiesa della Madonna del Rosario, a pochi passi dalla sua casa natale.

### Carriera accademica e conversione
Terminata la scuola elementare, nel 1914 venne mandato dai genitori a studiare a Messina, presso lo zio materno Luigi Occhipinti. Tre anni dopo si iscrisse all'istituto di ragioneria, acquisendo il diploma nel 1921. L'anno seguente supera anche l'esame di maturità classica a Palermo, sotto la supervisione del professore di italiano Federico Rampolla del Tindaro, che lo indirizza a proseguire gli studi in giurisprudenza.
Il giovane La Pira è affascinato da Gabriele D'Annunzio e Tommaso Marinetti, dal loro ideale di cambiamento, legge molto e si avvicina ad altre esperienze, condividendole con il suo gruppo di giovani amici di cui fanno parte anche il poeta Salvatore Quasimodo e Salvatore Pugliatti, giurista e futuro rettore dell'Università degli Studi di Messina.

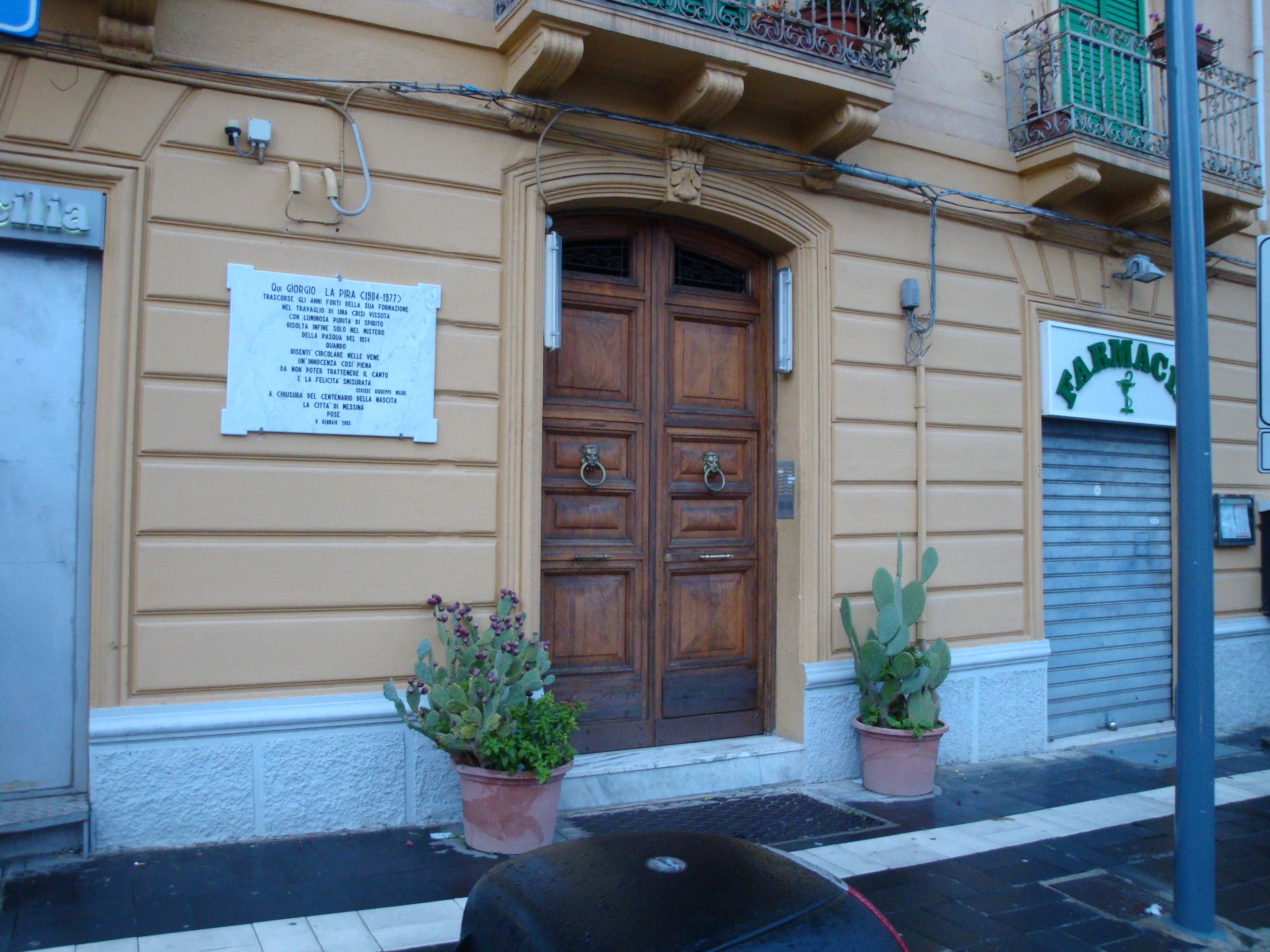
Casa di Giorgio La Pira a Messina.

La Pira rimase fortemente colpito dall'ascolto di un coro di suore e si avvicinò al cattolicesimo, convertendosi definitivamente in occasione della Pasqua del 1924, data segnata in calce sul suo Digesto, strumento di lavoro quotidiano per un docente di diritto romano. A tal proposito, La Pira ebbe a dire:
(Lettera di Giorgio La Pira a Salvatore Pugliatti)
La conversione può essere attribuita anche all'incontro con monsignor Mariano Rampolla, nipote dell’omonimo Cardinale Mariano Rampolla del Tindaro, fratello del professor Federico Rampolla.
La riscoperta della fede cattolica si trasformò ben presto in desiderio di consacrazione, che lo porterà a diventare terziario domenicano già nel 1925, a Messina, assumendo il nome di Fra Raimondo, nel primo nucleo di terziari fondato dal padre Enrico de Vita OP in Sicilia e, successivamente, grazie ad una speciale dispensa, anche terziario francescano attraverso la fondazione dell'Istituto della Regalità voluto dal Padre francescano Agostino Gemelli. La Pira sceglie di essere "libero apostolo del Signore", come lui stesso si definisce cercando la sua missione nella società.
Nel 1926 si trasferisce a Firenze seguendo il professor Emilio Betti, relatore della sua tesi di Diritto romano; qui, in qualità di terziario La Pira risiede in una modesta cella presso il convento domenicano di San Marco, dove rimarrà a vivere per il resto della sua vita. Si laurea con lode presentando una tesi sulla successione ereditaria e nel 1927 diviene professore supplente di Diritto Romano all'Università di Firenze, assumendo la cattedra ordinaria nel 1933. In questo periodo, iniziò un'importante amicizia spirituale con suor Teresina di Gesù Bambino, nata contessa Virginia Sardi, monaca nel Carmelo fiorentino S. Maria degli Angeli cui si aggiunse il titolo di Monastero di Santa Maria Maddalena dei Pazzi.
Nel 1934 promuove la fondazione della "Messa del Povero" presso la chiesa di San Procolo, successivamente spostata alla Badia fiorentina, in cui viene fornita assistenza materiale e spirituale ai poveri.

Francobollo commemorativo emesso dalle Poste Italiane nel centenario della nascita.

Nel 1939 fonda «Principi», rivista in lingua latina volta alla difesa dei diritti della persona umana, critica il fascismo e condanna apertamente l'invasione della Polonia. La rivista è soppressa dal regime. In quegli anni tra i suoi studenti c'è anche il sociologo Franco Fortini. La Pira crea nel 1943 il foglio clandestino San Marco. Il regime fascista lo avverserà e costringerà La Pira ad interrompere le pubblicazioni. Nel luglio dello stesso anno prese parte ai lavori che portarono alla redazione del Codice di Camaldoli.
In seguito è ricercato dalla polizia e fugge prima presso la famiglia Mazzei nella loro villa di Fonterutoli, vicino a Siena, e poi a Roma, dove viene protetto da padre Giovanni Battista Montini, il futuro Papa Paolo VI. Tornerà a Firenze il 2 settembre nel 1944, qualche settimana dopo la liberazione della città.

### Attività politica
La vocazione sociale di La Pira si esprime nell'impegno politico; alle accuse e gli avvertimenti mossigli da più parti, circa il pericolo di compromissione nell'attività politica, risponderà:
(Da La nostra vocazione sociale. Giorgio La Pira)

#### Elezione all'Assemblea Costituente

La Pira (a destra) con Giuseppe Dossetti.

Nel 1946 viene eletto all'Assemblea costituente ed è parte integrante del nucleo centrale del "dossettismo": nello stesso anno insieme a Giuseppe Dossetti e ad altri, fonda l'associazione Civitas Humana; fa parte della cosiddetta "comunità del porcellino", collabora al periodico Cronache Sociali. Il gruppetto di sodali è formato da Giuseppe Dossetti, Amintore Fanfani, La Pira, Giuseppe Lazzati.
La Pira svolge un'opera apprezzata nell'ambito della "Commissione dei 75", specialmente nella redazione dei Principi Fondamentali. L'attuale Art. 2 della Costituzione viene modellato attorno alla sua proposta iniziale. L'Articolo 2 della Costituzione Italiana recita: «La Repubblica riconosce e garantisce i diritti inviolabili dell'uomo, sia come singolo, sia nelle formazioni sociali ove si svolge la sua personalità, e richiede l'adempimento dei doveri inderogabili di solidarietà politica, economica e sociale».
La sua relazione alla Sottocommissione I accostò la centralità dell'individuo secondo la tradizione cristiana alla religione di Stato di stampo hegeliano realizzata dal fascismo in Italia. A causa di tale esperienza storica trovava necessaria una specifica menzione dei diritti umani nella Costituzione italiana, per la prima volta nella storia dell'Occidente.
(Giorgio La Pira)
Richiamandosi all'analisi keynesiana La Pira sottolineava: «Bisogna che lo stato intervenga direttamente con un piano organico di investimenti capaci di operare, a scadenze determinate, in graduale assorbimento della manodopera disoccupata: questi "massicci" investimenti costituiscono, del resto, uno stimolo efficacissimo per gli investimenti privati». Per La Pira la spesa pubblica non escludeva quella privata, ma era lo Stato che doveva assumersi la responsabilità di stimolare una domanda che fosse in grado di assorbire tutta la mano d'opera, dal momento che nessun'altra autorità o ente privato aveva i poteri necessari.
Eletto alla Camera dei deputati nel Collegio di Firenze - Pistoia con le elezioni del 18 aprile 1948, fu nominato sottosegretario al Ministero del Lavoro e Previdenza sociale nel Governo De Gasperi V. Ministro era l'amico Amintore Fanfani.

#### Attività da sindaco di Firenze

La Pira da sindaco di Firenze con, sullo sfondo, la Cattedrale di Santa Maria del Fiore e Palazzo Vecchio.

Il 6 luglio 1951 è eletto sindaco di Firenze. Tra i suoi primi atti volle, come gesto simbolico della sua linea politica, conferire al galeatese don Giulio Facibeni il titolo di Cittadino Benemerito di Firenze per la sua Opera della Divina Provvidenza Madonnina del Grappa.
Sarà sindaco per due mandati: 1951-1957 e 1961-1965. Tra le principali realizzazioni si ricordano la ricostruzione dei ponti Alle Grazie, Vespucci e Santa Trinita distrutti dalla guerra, la creazione del quartiere-satellite dell'Isolotto, l'impostazione del quartiere di Sorgane, la costruzione di moltissime case popolari, la riedificazione del teatro comunale, la realizzazione della centrale del latte, la ripavimentazione del centro storico. Firenze venne dotata di un numero di scuole tale da ritardare di almeno vent'anni la crisi dell'edilizia scolastica in città.
Di fronte al grave problema degli sfrattati, respinta la sua richiesta di graduare gli sfratti da parte dei proprietari, La Pira chiese ad essi di affittare al Comune un certo numero di abitazioni non utilizzate. In mancanza di una disponibilità in tal senso, ordinò la requisizione degli immobili stessi, basandosi su una legge del 1865 che dà la facoltà al Sindaco di requisire alloggi in presenza di gravi motivi sanitari o di ordine pubblico. Davanti al Consiglio comunale tenne un accorato discorso in difesa del suo operato:
Ma non avete il diritto di dirmi: signor Sindaco non si interessi delle creature senza lavoro (licenziati o disoccupati), senza casa (sfrattati), senza assistenza (vecchi, malati, bambini, ecc.).
È il mio dovere fondamentale questo: dovere che non ammette discriminazioni e che mi deriva prima che dalla mia posizione di capo della città -e quindi capo della unica e solidale famiglia cittadina- dalla mia coscienza di cristiano: c'è qui in giuoco la sostanza stessa della grazia e dell'Evangelo!
Se c'è uno che soffre io ho un dovere preciso: intervenire in tutti i modi con tutti gli accorgimenti che l'amore suggerisce e che la legge fornisce, perché quella sofferenza sia o diminuita o lenita.
Altra norma di condotta per un Sindaco in genere e per un Sindaco cristiano in ispecie non c'è!»

La Pira con Enrico Mattei, presidente dell'Eni

Si batte per evitare il fallimento e la chiusura della Fonderia delle Cure. Interviene attivamente e con successo presso Enrico Mattei a difesa dei posti di lavoro delle officine Pignone, la cui crisi aveva colpito duramente la regione Toscana minacciando di coinvolgere tremila operai, che mise a servizio delle esigenze meccaniche del gruppo ENI con il nome di Nuovo Pignone. Nel 1972 i lavoratori delle officine Pignone, ispirandosi ai principi di umanità e cristianità di Giorgio La Pira, fondano il G.I.D.S.(Gruppo Internazionale Donatori di Sangue). In seguito si adopera per le Officine Galileo e Le Cure.
Per il suo intervento, fu accusato di statalismo e di "comunismo bianco". Tra gli altri critici a difesa della libera iniziativa don Luigi Sturzo che lo ammoniva del rischio di finire in un "marxismo spurio" se non si atteneva ai principi del non-statalismo e dell'interclassismo. La Pira rispose così:
(Giorgio La Pira)
La Pira volle accanto a sé, come assessore alle Belle Arti e alla Pubblica Istruzione, Piero Bargellini (più tardi anche sindaco di Firenze al posto dello stesso La Pira, verrà ricordato come il sindaco dell'alluvione che colpì la città nel 1966) sotto la cui guida furono restaurati palazzi, monumenti e tabernacoli, fu riscattato il Forte Belvedere, rinnovate le mense scolastiche, furono potenziati il Maggio Musicale Fiorentino e la Mostra dell'Artigianato, nacque la Mostra dell'Antiquariato.
A iniziare dal 1947 La Pira ispirò la nascita di un movimento cattolico giovanile fiorentino denominato "Obiettivo Giovani di San Procolo", dal luogo ove egli si riuniva in preghiera coi volontari. Suo discepolo e braccio destro per tale iniziativa fu il giovane sacerdote fiorentino Danilo Cubattoli, il quale, insieme a Ghita Vogel, Ulisse e Marigù Pelleri e Fioretta Mazzei, dette vita sotto l'egida di La Pira a una vera e propria associazione che si concentrò sull'assistenza e l'avviamento professionale di giovani provenienti dalle più umili classi cittadine. Nei successivi decenni il sodalizio ha stimolato istituzioni e privati a prevenire e superare situazioni di disadattamento e di emarginazione di molti giovani in difficoltà. Questa creatura originata dalla passione cristiana di Giorgio La Pira e di Danilo Cubattoli poté fregiare Firenze dell'apertura della prima casa famiglia italiana nei primi anni cinquanta. Presidente della società San Vincenzo de' Paoli, di Firenze, ne animò le attività caritative e sociali.
Con La Pira Firenze si gemella con Filadelfia, Kiev, Kyoto, Fez e Reims. Il segretario generale dell'ONU U Thant e l'architetto Le Corbusier vengono nominati cittadini onorari di Firenze. La Pira cerca di promuovere a Firenze il Comitato internazionale per le ricerche spaziali, una tavola rotonda sul disarmo, iniziative tese a mettere in luce il valore e l'importanza del terzo mondo e degli emergenti stati africani. Fra i protagonisti di queste iniziative c'è Ernesto Balducci. La Pira invita a Firenze il Presidente del Senegal Léopold Senghor. Per primo lancia l'idea dell'università europea da istituire a Firenze.

#### Attivismo per la pace e guerra fredda
La Pira nel 1952 organizza il Primo Convegno internazionale per la pace e la civiltà cristiana. Da esso ha inizio un'attività, unica in Occidente, tesa a promuovere contatti vivi, profondi, sistematici tra esponenti politici di tutti i Paesi. Nel 1955 i sindaci delle capitali del mondo siglano a Palazzo Vecchio un patto di amicizia. A partire dal 1958 organizza i Colloqui mediterranei cui partecipano, tra gli altri, rappresentanti arabi e israeliani, auspicando la pace fra i figli di Abramo. Nel 1959 La Pira, invitato a Mosca, parla (dopo il benestare papale, ma non quello del Ministro degli esteri italiano) al Soviet Supremo in difesa della distensione e del disarmo.
Negli anni difficili della crisi tra Stati Uniti e Unione Sovietica riuscì a far riunire a Firenze la nona sessione della tavola rotonda Est-Ovest sul disarmo.
Nella città di Firenze ricevette Aleksej Adjubej, uno dei massimi dirigenti dell'Urss, che aveva sposato la figlia di Nikita Chruščëv.
Durante la guerra del Vietnam organizzò un simposio a Firenze, dal quale venne lanciato un appello per la pace.
Compì un viaggio ad Hanoi facendo tappa a Varsavia, Mosca, Pechino, riuscendo ad ottenere una proposta di pace che naufragò a causa di un'anticipazione sui giornali statunitensi.
A Palazzo Vecchio, nel 1958, ricevette un rappresentante della Repubblica Popolare Cinese inviato da Pechino. Destò scandalo e ilarità lo spiritoso saluto: Dica al suo Governo che la Repubblica popolare di San Procolo riconosce la Repubblica Popolare di Cina. È necessario ricordare che all'epoca la Repubblica Italiana riconosceva l'autorità della Repubblica di Cina (Taiwan) come unico governo legittimo cinese.
Alle elezioni politiche del 1958 viene eletto deputato. Si dimette il 18 aprile 1961, dopo essere stato eletto sindaco di Firenze, optando per quest'ultima carica e venendo sostituito da Rolando Anzilotti.
Nel 1965 si reca in Vietnam e incontra di persona Ho Chi Minh. Lavorarono insieme a una bozza di accordo bilaterale, ma la proposta sarà rifiutata l'anno dopo, quando il presidente degli USA Johnson ricevette da La Pira e Fanfani il messaggio di Ho Chi Minh. Alla conclusione della disastrosa esperienza bellica, gli USA accettarono condizioni decisamente più sfavorevoli di quelle proposte nella sua mediazione, conferma La Pira stesso.

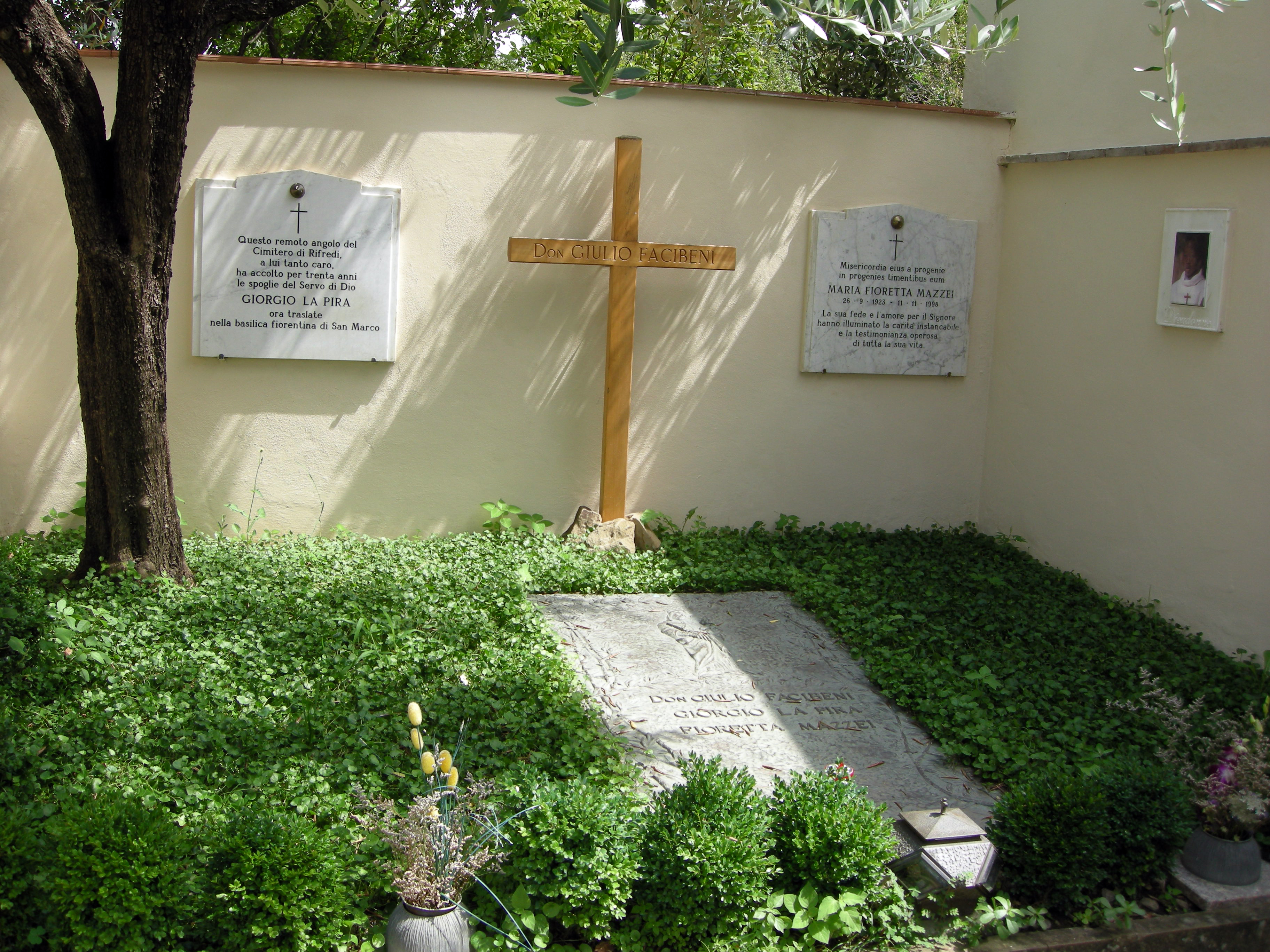
Tomba dove era stato inizialmente sepolto Giorgio La Pira, nel cimitero di Rifredi.

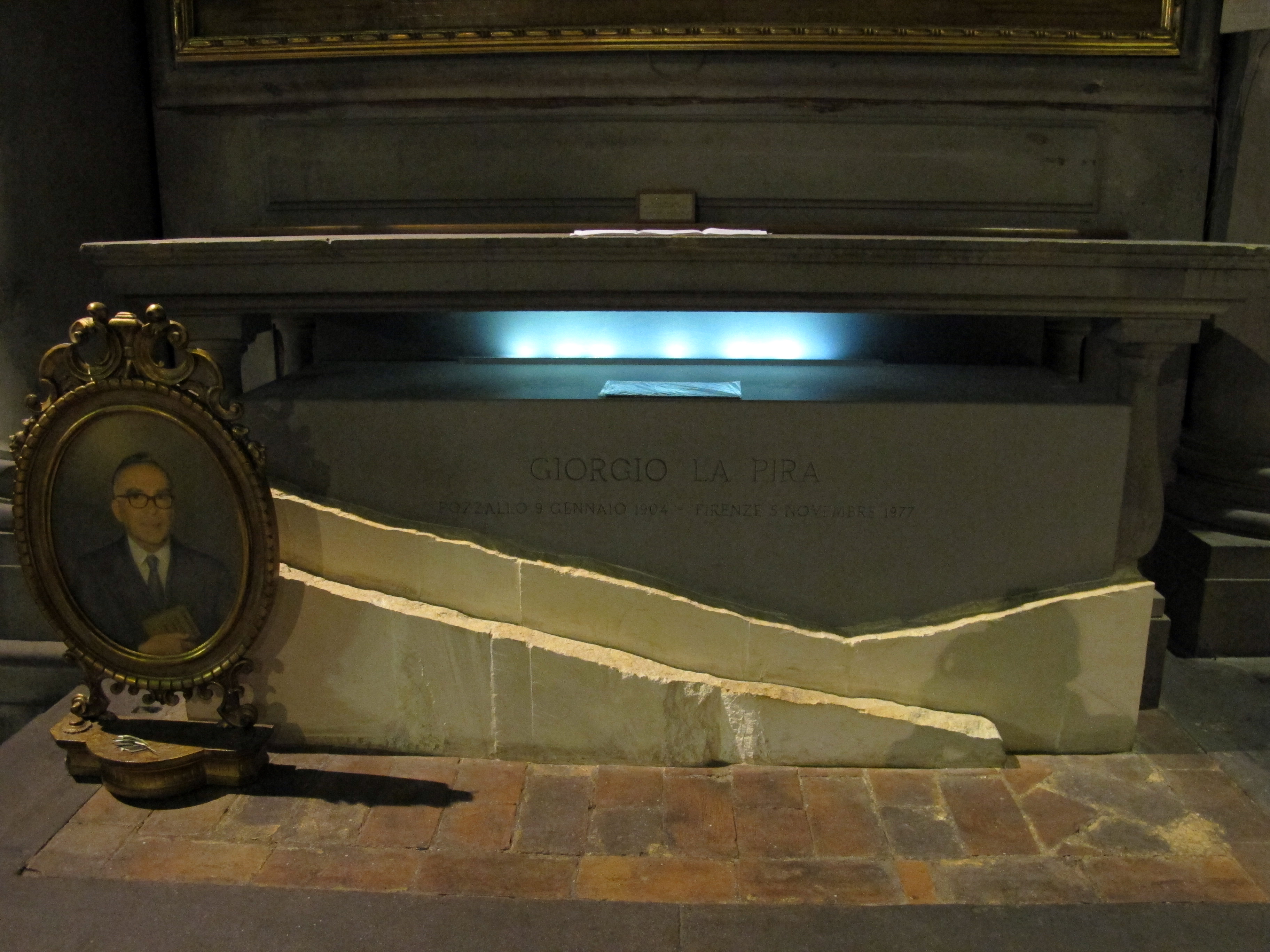
Tomba di Giorgio La Pira nella Basilica di San Marco a Firenze.

Nel 1967 La Pira viene eletto presidente della Federazione Mondiale delle Città Unite. Il suo slogan è "Unire le città per unire le nazioni". Dopo la guerra dei sei giorni visita Hebron, Gerusalemme, l'Egitto. Ha lunghi colloqui con il ministro degli esteri di Israele Abba Eban, con il Presidente egiziano Nasser e con i sindaci di Hebron, di Betlemme e i rappresentanti palestinesi di Gerusalemme est nella Cisgiordania occupata. Nel 1968 al Convegno dei Giovani della Federazione dichiara "I giovani sono come le rondini, vanno verso la primavera". Per sei anni si adopera attivando a ogni livello le istituzioni di tutto il mondo (città, regioni, stati) tramite la Federazione perché si organizzino incontri al vertice in materia di disarmo, pace e sicurezza. Nel 1973 si tengono a Helsinki nell'ambito della Conferenza per la sicurezza e cooperazione in Europa (CSCE) le Helsinki consultations, multilaterali preparatori. Non a caso l'operare politico di La Pira è stato definito con l'espressione "l'arte della pace". Fu fortemente orientato alla multilateralità, alla pariteticità e alla compresenza di più livelli di dialogo per rendere giustizia alla complessità dei conflitti.
Più tardi, La Pira, già protagonista di tentativi di mediazione sul divorzio tra cattolici e comunisti, fu tra i componenti del comitato promotore del referendum abrogativo della legge che nel 1970 introdusse in Italia il divorzio.
Nell'autunno del 1971, su invito di Salvador Allende, si reca in Cile e suggerisce al Presidente cileno di trovare un'intesa con i moderati del Partito Democratico Cristiano per arginare le spinte estremiste che dividevano il Paese. All'indomani del golpe militare avvenuto l'11 settembre 1973, manda un telegramma di ammonimento ad Augusto Pinochet riferendogli: "Ricordi divina ammonitrice parola. Qui gladio ferit gladio perit" e denunciando attivamente gli abusi subiti dai detenuti politici.

### Ultimi anni e morte
Quando vengono indette le elezioni politiche del 1976, ormai settantaduenne e fuori dai giochi politici, viene presentato come capolista dalla Democrazia Cristiana nella circoscrizione Firenze-Pistoia e viene eletto per la terza volta deputato.
Già malato da alcuni mesi, si spegne a causa di un'improvvisa emorragia cerebrale in una clinica di Firenze, la sera del 5 novembre del 1977, all'età di 73 anni. Inizialmente il feretro viene tumulato nel cimitero di Rifredi, accanto a monsignor Giulio Facibeni, presbitero e suo amico personale. A fine ottobre del 2007, in previsione del trentennale della sua scomparsa, le sue spoglie sono state traslate nella Basilica di San Marco, chiesa di cui era parrocchiano.

## Rapporto con la religione
(Omelia ai funerali di La Pira, cardinale Giovanni Benelli)
Giorgio la Pira si forma spiritualmente nell'Azione Cattolica Italiana; di ferrea formazione domenicana è importante anche il legame con la spiritualità francescana, come testimoniano le sue molteplici visite a La Verna, Assisi, ove ebbe frequentazione e rapporti epistolari con il presidente degli studi francescani Arnaldo Fortini e di conseguenza la devozione a santi francescani, quali Camilla da Varano, ossia la beata Battista.
La spiritualità lapiriana è incentrata sulla visione profetica della storia (Mutuata dal profeta Isaia) e del tempo presente in cui continua l'azione di Dio. Partendo dalla attualità della Resurrezione, descritta come "Lievito trasformatore [...] della realtà cosmica e storica", La Pira pone la figura di Cristo, vivente, come riconciliatore dell'uomo con Dio: attraverso l'incarnazione, ogni problema umano è visitato, nobilitato, riscattato, non solo una volta per tutte, ma continuamente nel corso della storia. A Cristo, sostiene La Pira, deve assimilarsi attraverso la grazia, come dice san Paolo, ogni fedele, nella sua vita attiva e interiore.. La Pira considera imperante la dimensione contemplativa nella vita interiore, sorgente del suo impegno prevalentemente pubblico, come è attestato dalle lettere al Carmelo in cui continuamente chiede che l'impegno politico sia accompagnato dall'impegno spirituale. La profonda azione sociale è, infatti, fondata sul comandamento dell'amore, inteso come la realizzazione del Corpo mistico di Gesù nella comunità locale e nella storia immanente dell'umanità.

### Processo di beatificazione
Nel 1986 sotto papa Giovanni Paolo II è stata avviata la sua causa di beatificazione. A Firenze alcuni lo indicano come il "sindaco santo", come lo chiamavano i poveri della Messa di San Procolo. Il 4 aprile 2005 si è chiusa la fase diocesana della causa di beatificazione. Al termine i documenti sono stati inviati in Vaticano.
Già Servo di Dio, il 5 luglio 2018 viene dichiarato Venerabile da papa Francesco e, nello stesso giorno, dichiara che sarà beato, dopo il riconoscimento di un miracolo attribuito all’intercessione di La Pira.

## Archivio "La Pira"
L'archivio di Giorgio La Pira, appartenente al Convento di San Marco a Firenze, in quanto erede universale di La Pira, è custodito e gestito dalla omonima Fondazione in base ad una apposita convenzione. Già nel novembre 1977 la Soprintendenza Archivistica per la Toscana ne dichiarava il notevole interesse storico, ai sensi del D.P.R. 1409/1963, dichiarazione rinnovata poi nel 1985. L'attuale sede della Fondazione e quindi dell’archivio, si trova in alcune stanze facenti parte del complesso monastico di San Marco a Firenze in cui La Pira aveva avuto la sua segreteria dal 1957, appositamente riadattati a tale scopo con un progetto del 1985. Il trasloco definitivo è avvenuto solamente nel 1997; fino ad allora i documenti e la biblioteca di Giorgio La Pira sono stati ospitati parte in Via G. Capponi 30/32, presso la sede della casa editrice “Cultura” e parte in alcuni locali del Convento di San Marco.
Alle carte prodotte dal Professore si sono aggiunte, e a volte fuse, quelle raccolte e prodotte dall'attività della Fondazione.
I documenti si riferiscono principalmente al periodo che va dal secondo dopoguerra alla morte di La Pira (avvenuta nel 1977). Si può ragionevolmente affermare che l'archivio contiene la quasi totalità delle lettere scritte e ricevute dal professore a partire dal 1951, cioè dalla sua prima elezione a sindaco di Firenze. A partire da tale data, infatti, la sua segreteria ha conservato tanto le lettere ricevute quanto le copie (ottenute su velina durante la dattiloscrittura) delle lettere inviate. Infatti La Pira usava inviare lettere manoscritte che erano però sempre accompagnate da una trascrizione dattiloscritta, visto che la sua grafia non era sempre facilmente comprensibile. Questo uso è continuato anche dopo che La Pira ha lasciato Palazzo Vecchio e fino alla sua morte.
La maggior parte della corrispondenza di Giorgio La Pira è conservata nella sezione “Epistolario”, 178 buste, insieme a molta altra documentazione frutto delle sue attività; tale sezione è suddivisa a sua volta in più serie, in base all'argomento. I documenti vanno dal 1927 al 1977.
Inoltre le sezioni:
- Diari, Agende e Taccuini: sono conservati nella serie “Diari” (2 buste) quaderni con riflessioni di ordine spirituale, politico e in alcuni casi indicazioni di agenda di La Pira, ordinati cronologicamente dal 1933 al 1976.
- Ritagli di giornali: sono presenti, in tutte le serie, ritagli di giornali con articoli di o su La Pira, inseriti nei fascicoli attinenti per argomento.
- Raccolte di materiale bibliografico, di giornali, riviste: in tutte le sezioni del fondo è possibile reperire estratti, opuscoli e riviste, conservati nei fascicoli attinenti per argomento.
- Fotografie: circa 1300 fotografie aventi come soggetto La Pira, relative alla sua vita pubblica (solo alcune riguardano la sua vita privata); per la maggior parte sono in bianco/nero, disponibili anche in formato digitale, raccolte nella sezione Archivio fotografico.
- Documenti su supporti avanzati: la Fondazione dispone di una raccolta di circa 30 video con documentari e interviste a La Pira, schedati e interamente disponibili in formato digitale, conservati nella sezione Archivio Audio-Video.
- Biblioteca: presso la Fondazione è conservata anche la biblioteca di G. La Pira, (circa 3000 volumi) di cui è disponibile il catalogo; si tratta soprattutto di libri di diritto romano, politica internazionale e a carattere religioso.

## Intitolazioni

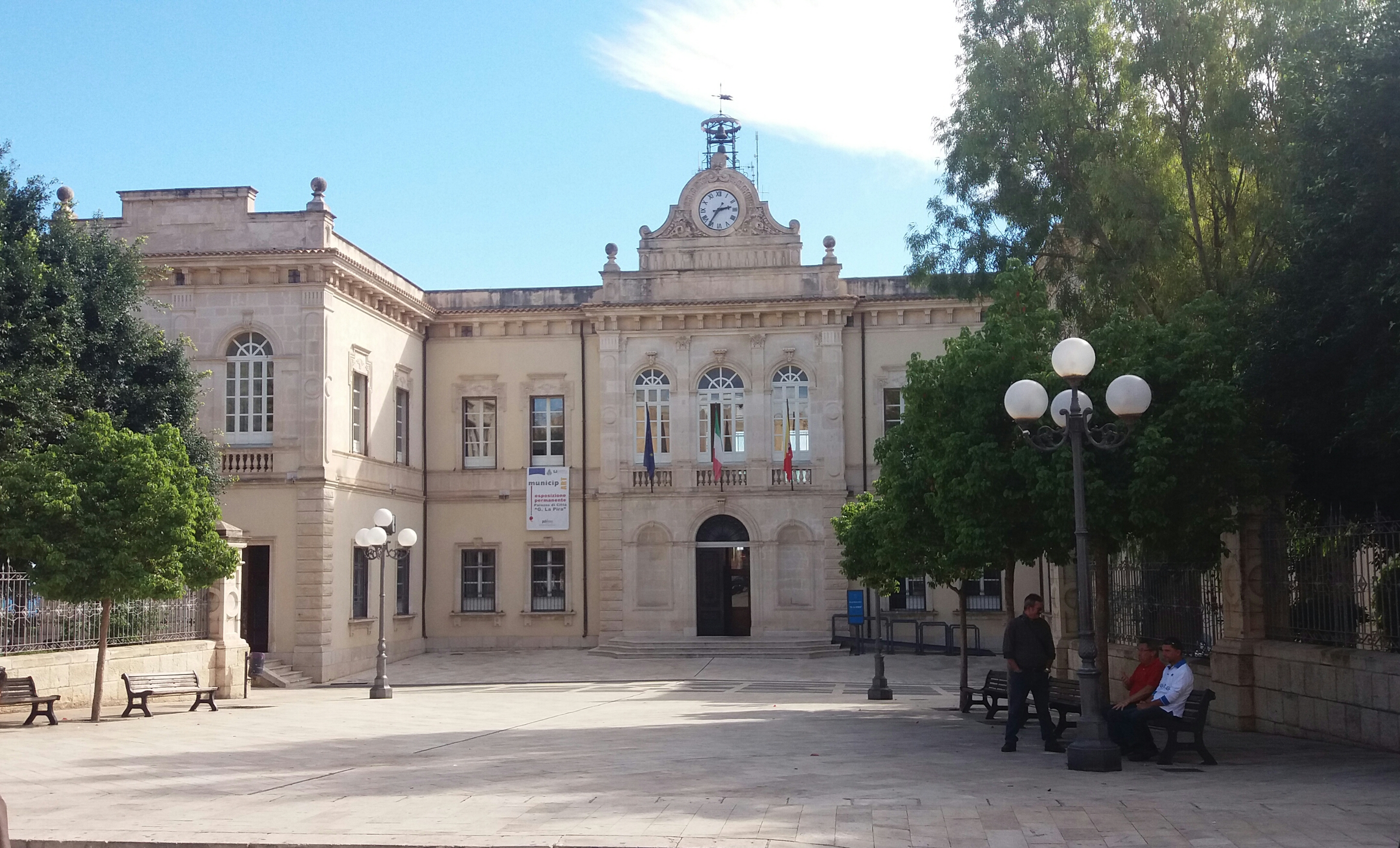
Il Palazzo Comunale di Pozzallo, a lui intitolato

Nel 1979, in occasione del secondo anniversario della sua morte, gli è stato intitolato il palazzo comunale di Pozzallo, suo paese natale. Inoltre, nel comune siciliano sono a lui intitolati un eliporto e un Istituto d'Istruzione Superiore.
Nel 1996, durante il congresso cittadino del Partito Popolare Italiano di Asola (MN) gli è stata dedicata la sezione del partito.
Il 20 gennaio 2008, nel corso del Primo congresso cittadino del Partito Democratico di Manfredonia gli è stata dedicata la sezione del Partito della città garganica.
A Caserta è a lui intitolato l'oratorio della cattedrale, punto di riferimento e di aggregazione per i giovani della città.
Dalla primavera del 2014 è presente in Bari, alla via Isonzo e nei pressi della Chiesa Russa Ortodossa, una Sezione della Democrazia Cristina a lui intitolata - con funzioni di Sportello di supporto per il cittadino e l'impresa - organizzata su iniziativa del Consigliere Nazionale DC Roberto Loporcaro.
A Messina sono intitolati a lui una scuola e il gruppo della FUCI (Federazione Universitaria Cattolica Italiana).

## Opere

### Monografie e saggi
- La successione ereditaria intestata e contro il testamento in diritto romano, Firenze, Vallecchi, 1930.
- L'anima di un apostolo. Vita interiore di Ludovico Necchi, Milano, Vita e Pensiero, 1932.
- La nostra vocazione sociale, Roma, AVE, 1945.
- La vita interiore di Luigi Moresco, Roma, AVE, 1945.
- Premesse della politica, Firenze, Libreria Editrice Fiorentina, 1945.
- Il valore della persona umana, Milano, Istituto di Propaganda Libraria, 1947.
- Architettura di uno Stato democratico, Roma, Edizione Servire, 1948.
- Istituzioni di Diritto Romano, Firenze, Editrice Universitaria, 1948 (litografato).
- L'attesa della povera gente, Firenze, Libreria Editrice Fiorentina, 1951.
- Per un'architettura cristiana dello Stato, Firenze, Libreria Editrice Fiorentina, 1954.
- Principi. La riflessione su Tommaso d'Aquino e la lotta alla dittatura, a cura di Angelo Scivoletto, Firenze, Philosophia, 1955.
- Così in terra come in cielo, Milano, O.R., 1970.
- Unità, disarmo e pace, prefazione di H. Camara, Firenze, Cultura, 1971.
- La genesi del sistema nella giurisprudenza romana, Firenze, Setti, 1972.
- Principi. La riflessione su Tommaso d'Aquino e la lotta alla dittatura, ristampa fotostatica con prefazione di Giorgio La Pira, Firenze, Libreria Editrice Fiorentina, 1974.

### Altri scritti
- Una testimonianza cristiana, Firenze, Libreria Editrice Fiorentina, 1955 (Collana Documenti 1).
- Libro bianco sulle Officine Galileo, Firenze, Libreria Editrice Fiorentina, 1959.
- Carteggio di La Pira con Malenkov e Chruscev. Le armi atomiche. Religione e realismo, a cura di Mario Castelli, estratto dalla rivista "Aggiornamenti Sociali", XVI, febbraio-marzo 1965, nn. 2-3, Milano, Centro Studi Sociali, 1965.
- Ciò che dice La Pira oggi, a cura di Vittorio Citterich, Libreria Editrice Fiorentina 1970 (Collana Quaderni di Corea 5), 1970.
- Natale 1974, in La Badia. Foglio settimanale di lettura, a cura di L. Cavini, Cassa di Risparmio di Firenze, 1974 (Ristampa anastatica 1991).

### Scritti di Giorgio La Pira pubblicati postumi (divisi per anno di pubblicazione)
1978
- Il sentiero di Isaia, Firenze, Edizioni Cultura, 1978. Seconda edizione, 1979; nuova edizione riveduta e dal titolo Il Sentiero di Isaia. Scritti e discorsi 1965-1977, a cura di Gianni Giovannoni e Giorgio Giovannoni, con prefazione di Mikhail Gorbaciov, Firenze, Cultura Nuova, 1996; nuova edizione interamente riveduta con prefazione di Walter Veltroni, Milano, Edizioni Paoline, 2004.
- Amintore Fanfani, Giorgio La Pira: un profilo e 24 lettere, Milano, Rusconi, 1978.
- Lettere alle claustrali, a cura di Giuseppe Lazzati, Milano, Vita e Pensiero, 1978.

1979
- La casa comune. Una costituzione per l'uomo, a cura di Ugo De Siervo, Firenze, Edizioni Cultura, 1979; seconda edizione, Firenze, Cultura Nuova Editrice, 1996.

1980
- Lettere a Salvatore Pugliatti (1920-1939), a cura di Francesco Mercadante, Roma, Studium, 1980.
- G. La Pira-S. Quasimodo. Carteggio, a cura di A. Quasimodo, Milano, Scheiwiller, 1980; nuova edizione ampliata e annotata a cura di Giuseppe Militi, Modena, Artioli Editore, 1998.

1981
- Lettere a casa (1926-1977), a cura di Dino Pieraccioni, Milano, Vita e Pensiero, 1981.

1985
- Lettere al Carmelo, a cura di Dino Pieraccioni, Milano, Vita e Pensiero, 1985; seconda edizione ampliata, Milano, Vita e Pensiero, 1987.

1986
- Una strategia di speranza, Edizioni Nuovo Pignone, Firenze, 1986.

1987
- Attilio Sangiani, Giorgio La Pira-Don Giuseppe Brusadelli. Un carteggio inedito, Como, Enzo Pifferi Editore, 1987.

1988
- Giorgio La Pira Sindaco. Scritti, discorsi e lettere, a cura di Ugo De Siervo, Gianni Giovannoni, Giorgio Giovannoni, vol. I, 1951-1954, Firenze, Cultura Nuova, 1988.
- Giorgio La Pira Sindaco. Scritti, discorsi e lettere, a cura di Ugo De Siervo, Gianni Giovannoni, Giorgio Giovannoni, vol. II, 1955-1957, Firenze, Cultura Nuova, 1988.
- Giorgio La Pira Sindaco. Scritti, discorsi e lettere, a cura di Ugo De Siervo, Gianni Giovannoni, Giorgio Giovannoni, vol. III, 1961-1965, Firenze, Cultura Nuova, 1988.

1989
- Giorgio La Pira. I colloqui della Badia con un'appendice di lettere e documenti, a cura di Renzo Poggi, Firenze, Libreria Editrice Fiorentina, 1989.

1992
- Giorgio La Pira. Il fondamento e il progetto di ogni speranza, a cura di A. Alpigiano Lamioni e P. Andreoli, prefazione di G. Dossetti, Roma, AVE, 1992 (il volume raccoglie gli articoli di La Pira apparsi sulla rivista "Il focolare" dal 1948 al 1977).
- La Badia foglio di S. Procolo, a cura di Nicola Lisi, Pietro Parigi e Giorgio La Pira, Firenze, Libreria Editrice Fiorentina, 1992 (Collana "Ricerca del Graal - Documenti e Testi di spiritualità", N. 22).

1993
- Lettere alla sorella Peppina e ai familiari, a cura di L. Rogasi, Milano, Vita e Pensiero, 1993.

1994
- La Pira autobiografico. Pagine antologiche, Torino, SEI, 1994.

1995
- Giorgio La Pira. Gli scritti giovanili in G. Miligi, Gli anni messinesi e le "parole di vita" di Giorgio La Pira, Messina, Intilla Editore, 1995.

1996
- La Pira a Gronchi. Lettere di speranza e di fede (1952-1964), a cura di G. Merli e E. Sparisci, Pisa, Giardini, 1996.
- Giorgio La Pira. Per la FUCI, a cura della Fondazione G. La Pira e dell'Opera Madonnina del Grappa, Firenze 1996 (supplemento a «il Focolare» del 4 aprile 1996).
- L'Assunzione di Maria, riedizione a cura della Fondazione G. La Pira e delle Monache benedettine di Marinasco, Firenze, Fondazione La Pira, 1996.

1998
- Giorgio La Pira-Salvatore Quasimodo. Carteggio, nuova edizione ampliata e annotata a cura di Giuseppe Miligi, Modena, Artioli, 1998.

2001
- Principi, ristampa anastatica della edizione edita da Libreria Editrice Fiorentina, Firenze, 1974, con indice generale e delle fonti, a cura del Centro Studi su Diritto Romano e Sistemi Giuridici – CNR – Università degli Studi La Sapienza di Roma, Torino, Giappichelli Editore, 2001.
- Il sogno profetico del Giubileo. Testi e riflessioni per gli Anni Santi 1925, 1950, 1975, Fondazione Giorgio La Pira - I Libri della Badia 1, Firenze, Polistampa, 2001.

2003
- Caro Giorgio...Caro Amintore. 25 anni di storia nel carteggio La Pira-Fanfani, Fondazione Giorgio La Pira - I Libri della Badia 4, Firenze, Polistampa, 2003.
- Angelo Scivoletto, Giorgio La Pira. La politica come arte della pace. Antologia di testi, Collana Il pensiero politico e sociale dei cattolici italiani N. 28, Roma, Edizioni Studium, 2003.

2004
- Beatissimo Padre. Lettere a Pio XII, a cura di Andrea Riccardi e Isabella Piersanti, Milano, Mondadori, 2004.
- Scintille di spiritualità, scritti pubblicati su “Vita cristiana”, a cura di padre Fausto Sbaffoni (O.P.) e Giulio Conticelli, Firenze, Nerbini, 2004.

2006
- Il grande lago di Tiberiade. Lettere di Giorgio La Pira per la pace nel Mediterraneo, a cura di M. Giovannoni, I libri della Badia 7, Firenze, Polistampa, 2006.

2007
- Giorgio La Pira. Scritti vincenziani, a cura di Giancarlo Gallici, Roma, Città Nuova, 2007.
- I miei pensieri, a cura di Riccardo Bigi, Firenze, Società Editrice Fiorentina, 2007.

2008
- Giorgio La Pira. Un San Francesco nel Novecento, a cura di Carmelo Vigna e Elisabetta Zambruno, con un saggio di Giuseppe Bellia, Bologna, AVE, 2008.

2016
- Abbattere muri, costruire ponti, a cura di Andrea Riccardi e Augusto d'Angelo, Milano, Edizioni San Paolo, 2016.

#### 2022
- Giorgio La Pira, Lettere al Carmelo di S. Maria Maddalena de' Pazzi, a cura di Chiara Vasciaveo, Firenze, Pagnini editore, 2022 [in appendice contiene le lettere finora inedite di Suor Teresa di Gesù Bambino (Sardi) inviate a Fioretta Mazzei e Giorgio La Pira].